# Alan Dick
Alan Dick (* 15. April 1930 in Sunderland, Tyne and Wear; † 5. Januar 2002) war ein britischer Sprinter, der sich auf den 400-Meter-Lauf spezialisiert hatte.
Bei den Olympischen Spielen 1952 in Helsinki erreichte er im Einzelbewerb das Viertelfinale und kam in der 4-mal-400-Meter-Staffel mit der britischen Mannschaft auf den fünften Platz.
1954 wurde er bei den British Empire and Commonwealth Games in Vancouver Sechster über 440 Yards und siegte mit der englischen Mannschaft in der 4-mal-440-Yards-Staffel. Bei den Leichtathletik-Europameisterschaften in Bern schied er über 400 m im Halbfinale aus.
Seine persönliche Bestzeit von 48,0 s stellte er 1952 auf.